# Distrito electoral federal 1 de Aguascalientes
El I Distrito Electoral Federal de Aguascalientes es uno de los 300 Distritos Electorales en los que se encuentra dividido el territorio de México y uno de los 3 en los que se divide el estado de Aguascalientes. Ocupa el norte, este y oeste del estado. Su cabecera es Jesús María.
Desde el proceso de redistritación de 1996 está formado por los municipios de Cosío, Rincón de Romos, Tepezalá, Asientos, Pabellón de Arteaga, San José de Gracia, Jesús María, San Francisco de los Romo, Calvillo y El Llano.
Su creación data de 1857, siendo Martín Bengoa su primer representante en la Cámara de Diputados en la I Legislatura del Congreso de la Unión de México.

## Distritaciones anteriores

### Distritación 1978 - 1996
Comprendía la parte urbana del municipio de Aguascalientes.
Esta distritación fue utilizada para la elección de Diputados de las Legislaturas LI, LII, LIII, LIV, LV y LVI.
Los municipios que actualmente forman este distrito electoral federal pertenecían, durante este periodo, al Distrito electoral federal 2 de Aguascalientes.

### Distritación 1996 - 2005
En esta redistritación que se define que este distrito electoral federal comprendiera los municipios de Cosío, Rincón de Romos, Tepezalá, Asientos, Pabellón de Arteaga, San José de Gracia, Jesús María, San Francisco de los Romo, Calvillo y El Llano.
Esta distritación fue utilizada para la elección de Diputados de las Legislaturas LVII, LVIII y LIX.
El espacio que anteriormente formaba este distrito electoral federal (zona urbana de Aguascalientes) paso a conformar los distritos electorales federales 2 y 3.

### Distritación 2005 - 2017
Durante esta redistritación, no hubo cambio alguno a la conformación del distrito que se estableció en 1996.
Esta distritación fue utilizada para la elección de Diputados de las Legislaturas LX, LXI, LXII y LXIII.

## Diputados por el distrito
| Diputado                         | Grupo parlamentario | Legislatura       | Periodo     |
| -------------------------------- | ------------------- | ----------------- | ----------- |
| Martín Bengoa                    |                     | I                 | 1857 - 1861 |
| Ponciano Arriaga                 | Liberal             | II                | 1861 - 1865 |
| Ponciano Arriaga                 | Liberal             | III               | 1861 - 1865 |
| Miguel Rul                       |                     | IV                | 1867 - 1868 |
| Francisco de Paula Gochicoa      |                     | V                 | 1869 - 1871 |
| Agustín R. González              |                     | VI                | 1871 - 1873 |
| Bernardo del Castillo            |                     | VII               | 1873 - 1875 |
| Agustín R. González              |                     | VIII              | 1875 - 1878 |
| Jacobo Jayme                     |                     | IX X              | 1878 - 1882 |
| Julio Pani                       |                     | XI                | 1882 - 1884 |
| Agapito Silva                    |                     | XII               | 1884 - 1886 |
| Alejandro Vázquez del Mercado    |                     | XIII              | 1886 - 1887 |
| Ignacio M. Marín                 |                     | XIII              | 1887 - 1888 |
| Ricardo Egea y Galindo           |                     | XIV XV XVI        | 1888 - 1894 |
| Mariano Escobedo                 | Liberal             | XVII XVIII XIX XX | 1894 - 1902 |
| José Herrán y Bolado             | Liberal             | XXI               | 1902 - 1903 |
| Francisco González de Cosío      |                     | XXII              | 1904 - 1906 |
|                                  |                     | XXIII             | 1906 - 1908 |
| Francisco González de Cosío      |                     | XXIV              | 1908 - 1910 |
| Antonio Tovar                    |                     | XXV               | 1910 - 1912 |
| Eduardo J. Correa                |                     | XXVI              | 1912 - 1914 |
| Daniel Cervantes                 |                     | Constituyente     | 1916 - 1917 |
| J. Concepción Saucedo            |                     | XXVII             | 1917 - 1918 |
| Juan Díaz Infante                |                     | XXVIII            | 1918 - 1920 |
| Pedro de Alba                    |                     | XXIX              | 1920 - 1922 |
| Rafael Quevedo                   |                     | XXX XXXI XXXII    | 1922 - 1928 |
| Juan G. Alvarado                 |                     | XXXIII XXXIV XXXV | 1928 - 1934 |
| Rafael A. Valdés                 |                     | XXXVI             | 1934 - 1937 |
| Ramón V. Aldana                  |                     | XXXVII            | 1937 - 1940 |
| Benjamín Reséndiz                |                     | XXXVIII           | 1940 - 1943 |
| Macario J. Gómez                 |                     | XXXIX             | 1943 - 1946 |
| Aquiles Elorduy                  |                     | XL                | 1946 - 1949 |
| Jesús Ávila Vázquez              |                     | XLI               | 1949 - 1952 |
| Luis T. Díaz                     |                     | XLII              | 1952 - 1955 |
| Alonso Edmundo I. Bernal         |                     | XLIII             | 1955 - 1958 |
| Heriberto Béjar Jáuregui         |                     | XLIV              | 1958 - 1961 |
| Manuel Trujillo Miranda          |                     | XLV               | 1961 - 1964 |
| Antonio Femat Esparza            |                     | XLVI              | 1964 - 1965 |
| Jorge Díaz de León               | 1965 - 1967         | XLVI              |             |
| Francisco Guel Jiménez           |                     | XLVII             | 1967 - 1970 |
| Luciano Arenas Ochoa             |                     | XLVIII            | 1970 - 1973 |
| José de Jesús Medellín Muñoz     |                     | XLIX              | 1973 - 1976 |
| Jesús Martínez Gortari           |                     | L                 | 1976 - 1979 |
| Roberto Díaz Rodríguez           |                     | LI                | 1979 - 1982 |
| Heriberto Vázquez Becerra        |                     | LII               | 1982 - 1985 |
| Roberto Muñoz Medina             |                     | LIII              | 1985 - 1988 |
| Manuel González Díaz de León     |                     | LIV               | 1988 - 1991 |
| Armando Romero Rosales           |                     | LV                | 1991 - 1994 |
| María del Socorro Ramírez Ortega |                     | LVI               | 1994 - 1997 |
| Óscar González Rodríguez         |                     | LVII              | 1997 - 2000 |
| Roque Rodríguez López            |                     | LVIII             | 2000 - 2003 |
| Arturo Robles Aguilar            |                     | LIX               | 2003 - 2006 |
| Pedro Armendáriz García          |                     | LX                | 2006 - 2009 |
| Antonio Arámbula López           |                     | LXI               | 2009 - 2012 |
| J. Pilar Moreno Montoya          |                     | LXII              | 2012 - 2015 |
| Gerardo Federico Salas Díaz      |                     | LXIII             | 2015 - 2018 |
| Francisco Javier Luevano Núñez   |                     | LXIV              | 2018 - 2021 |
| Noel Mata Atilano                |                     | LXV               | 2021 -      |

## Resultados electorales

### 2021
|  | 49.55 % |

|  | 6.16 % |

|  | 4.04 % |

|  | 25.35 % |

|  | 3.40 % |

|  | 1.67 % |

|  | 4.84 % |

|  | 1.15 % |

|  | 0.00 % |

|  | 0.00 % |

|  | 0.11 % |

|  | 3.67 % |

|  | 100.00 % |

### 2018
|  | 35.79 % |

|  | 19.86 % |

|  | 4.70 % |

|  | 4.18 % |

|  | 31.10 % |

|  | 0.08 % |

|  | 4.26 % |

|  | 100.00 % |

### 2015 (extraordinaria)
|  | 44.77 % |

|  | 36.43 % |

|  | 12.87 % |

|  | 1.36 % |

|  | 0.73 % |

|  | 0.88 % |

|  | 0.06 % |

|  | 2.87 % |

|  | 100.00 % |

### 2015
|  | 29.63 % |

|  | 30.04 % |

|  | 5.12 % |

|  | 6.60 % |

|  | 3.30 % |

|  | 0.08 % |

|  | 11.97 % |

|  | 3.04 % |

|  | 2.27 % |

|  | 2.12 % |

|  | 0.11 % |

|  | 5.16 % |

|  | 100.00 % |